# Rożyńsk Wielki (powiat ełcki)
Rożyńsk Wielki (niem. Gross Rosinsko; do końca 2005 pol. Różyńsk Wielki.) – wieś w Polsce położona w województwie warmińsko-mazurskim, w powiecie ełckim, w gminie Prostki.
Wieś leży nad rzeką Różynką.
Do 1954 r. była siedzibą gminy Różyńsk Wielki w powiecie piskim. W latach 1975–1998 miejscowość administracyjnie należała do województwa suwalskiego.
Najważniejszym zabytkiem jest neogotycki kościół z 1894 r. Był on zbudowany na miejscu starszego, drewnianego kościoła, wcześniej rozebranego. Ze starszej budowli zachował się późnorenesansowy ołtarz - obecnie znajduje się w skansenie w Olsztynku.

## Historia
Wieś powstała w ramach kolonizacji Wielkiej Puszczy. Wcześniej był to obszar Galindii. Wieś ziemiańska, dobra służebne w posiadaniu drobnego rycerstwa (tak zwani wolni, ziemianie w języku staropolskim), z obowiązkiem służby rycerskiej (zbrojnej). W XV i XVI w. wieś wymieniana w dokumentach pod nazwami: Roschinsken, Rosinschker, Rosisken. Prawdopodobnie także do tej wsi odnoszą się nazwy Kusinen i Küstiwenn (wśród nazwisk wolnych, zamieszkujących tę wieś wymieniane nazwiska Kosβ i Kosch, być może od tych mieszkańców brała się ta nazwa, od nazwiska Kos powinna być więc nazywana Kosinem, Kosowem).
Osada powstała przed wojną trzynastoletnią (1454-1466). Wieś służebna lokowana przez komtura Zygfryda Flacha von Schwartzburga w 1471 r., na 60 łanach na prawie magdeburskim, z obowiązkiem dwóch służb zbrojnych. Przywilej otrzymali: bracia Maciej, Jerzy, Jan i Bartłomiej oraz synowie ich siostry Maciej, Paweł, a także jakiś Jan i Paweł. 
Około 1550 r. powstała w Różyńsku parafia, początkowo z uposażeniem 3 łanów, później powiększono do czterech. Do parafii należały wsie i osady, położone we wschodniej części starosta piskiego, obejmując: Rogale Wielkie, Sokoły Jeziorne, Skrodzkie, Różyńsk Mały, Nowaki, Krzywińskie, Rakowo. Później do parafii w Różyńsku włączono także wsie: Karpin, Jebramki, Bzury i Olszewo a Rakowo przeniesiono do parafii w Drygałach.
Podczas akcji germanizacyjnej nazw miejscowych i fizjograficznych historyczna nazwa niemiecka Gross Rosinsko została w 1938 r. zastąpiona przez administrację nazistowską sztuczną formą Grossfreiendorf.

### Parafia św. Szczepana w Rożyńsku Wielkim
Parafia należy do dekanatu Biała Piska. Parafię erygował 15 sierpnia 1982 r. ks. biskup Jan Obłąk, Biskup Warmiński. Od sierpnia 2005r do września 2018r. funkcję proboszcza parafii pełnił ks. mgr Marek Waluś. Od września 2018 r. Funkcję proboszcza parafii pełni ks. Marcin Oleksy
Do parafii należą miejscowości: Bzury, Ciernie, Czyprki, Dmusy, Dybowo, Dybówko, Guty Rożyńskie, Jebramki, Kibisy, Krzywińskie, Kurzątki, Marchewki, Nowaki, Olszewo, Rożyńsk Wielki, Sokoły Jeziorne, Taczki, Wojtele. 
W parafii ustanowiono dni odpustów: św. Szczepana (26 grudnia), Wniebowstąpienie, Narodzenie NMP.
Za renowację kościoła odpowiada Waldemar Pieńkowski.